# فجوة التحصيل الدراسي العنصرية في الولايات المتحدة
تشير فجوة التحصيل الدراسي العنصرية في الولايات المتحدة إلى التفاوتات في التحصيل التعليمي بين المجموعات الإثنية/العرقية المختلفة. يتجلى ذلك في مجموعة متنوعة من الطرق: من المرجح أن يحصل الطلاب الأمريكيون من أصل أفريقي أو لاتيني على درجات أقل، ويسجلوا درجات أقل في الاختبارات الموحدة، ويتسربوا من المدرسة الثانوية، وهم أقل احتمالية للدخول إلى الجامعة وإنهائها من البيض، في حين أن البيض يحصلون على درجات أقل من الأمريكيين الآسيويين.
يوجد خلاف بين العلماء حول أسباب فجوة التحصيل الدراسي العنصرية. يركز البعض على الحياة المنزلية للطلاب الأفراد، ويركز البعض الآخر أكثر على عدم المساواة في الوصول إلى الموارد بين مجموعات عرقية معينة. بالإضافة إلى ذلك، أدت التواريخ السياسية، مثل قوانين مكافحة الأمية، والسياسات الحالية، مثل تلك المتعلقة بتمويل المدارس، إلى نشوء ديون تعليمية بين المناطق والمدارس والطلاب.
وتؤثر فجوة التحصيل على التفاوتات الاقتصادية والمشاركة السياسية والتمثيل السياسي. وقد تراوحت الحلول من السياسات الوطنية مثل قانون عدم ترك أي طفل وراء الركب وقانون نجاح كل الطلاب، إلى اللجوء للقطاع الخاص لسد هذه الفجوة، وحتى الجهود المحلية.

## نظرة عامّة على فجوة التحصيل الدراسي العنصرية
على مدى السنوات الخمس وأربعين الماضية، حقق الطلاب في الولايات المتحدة إنجازات ملحوظة في التحصيل الدراسي الأكاديمي. مع ذلك، لا تزال هناك فجوات في التحصيل الدراسي العنصري لأن مجموعات الطلاب لا تتقدم جميعها بنفس المعدلات. وقد تجلت الأدلة على وجود فجوات عنصرية في التحصيل الدراسي من خلال درجات الاختبارات الموحدة، وارتفاع معدلات التسرب من المدارس، ومعدلات إنهاء الدراسة الثانوية، ومعدلات القبول في الجامعات والبقاء فيها. وفي حين أن الجهود الرامية إلى سد الفجوات العرقية في التحصيل الدراسي قد ازدادت على مر السنين وبنجاح متفاوت، فقد أظهرت الدراسات أنه ما يزال هناك تفاوت بين مستويات إنجاز المجموعات العرقية المختلفة.

### سنوات التعليم الأولى
تبين وجود فجوات عنصرية في التحصيل الدراسي قبل دخول الطلاب إلى رياض الأطفال في السنة الأولى من دراستهم، وهي فجوة في «الاستعداد المدرسي». تدعي إحدى الدراسات أن حوالي نصف الفجوة بين درجات الاختبار بين طلاب المدارس الثانوية السود والبيض تكون واضحة بالفعل عندما يبدأ الأطفال المدرسة. يصل الأطفال من أصل لاتيني، وسكان أصليين، وأفريقي أمريكي إلى مرحلة روضة الأطفال والصف الأول بمستويات أقل من ناحية اللغة الشفهية والقراءة ومهارات الرياضيات مقارنة بالأطفال القوقازيين والأمريكيين الآسيويين. وفي حين تختلف النتائج باختلاف أدوات القياس، تتراوح تقديرات الفجوة بين البيض والسود من أقل بقليل من نصف انحراف معياري إلى أكثر قليلًا من انحراف معياري واحد. وجد مقال بحثي لريردون وغاليندو (2009)، باستخدام بيانات من إكلس-ك، أن الطلاب المتوسطين السود والطلاب من أصل لاتيني يبدأون الروضة بمعدلات رياضيات مساوية لثلاثة أرباع انحراف معياري أقل من معدلات الطلاب البيض، وبمعدلات قراءة مساوية لنصف انحراف معياري أقل من معدلات الطلاب البيض. بعد ست سنوات، تضيق الفجوات بين البيض وذوي الأصل اللاتيني بمقدار الثلث تقريبًا، في حين أن الفجوة بين السود والبيض تتسع بمقدار الثلث. بشكل أكثر تحديدًا، فإن الفجوة بين ذوي الأصول اللاتينية والبيض هي نصف انحراف معياري في الرياضيات، وثلاثة أثمان في القراءة في نهاية الصف الخامس. تعد منحنيات الفجوات بين ذوي الأصول اللاتينية والبيض مثيرة للاهتمام بشكل خاص بسبب التضييق السريع الذي يحدث بين مرحلة رياض الأطفال والصف الأول. على وجه التحديد، تنخفض الفجوة التقديرية في الرياضيات من 0.77 إلى 0.56 انحراف معياري، وفجوة القراءة التقديرية من 0.52 إلى 0.29 فيما يقرب الثمانية عشر شهرًا بين خريف رياض الأطفال وربيع الصف الأول. في السنوات الأربع من ربيع الصف الأول حتى ربيع الصف الخامس، تضيق الفجوات بين البيض واللاتينيين قليلًا إلى 0.50 انحراف معياري في الرياضيات وتتسع قليلًا إلى 0.38 انحراف معياري في القراءة.
في دراسة أجرها كلوتفيلتر وآخرون، تفحص معدلات درجات اختبار طلاب المدارس العامة في ولاية كارولينا الشمالية حسب العرق، وجدوا أنه في حين أن الفجوات بين البيض والسود كبيرة، فإن الطلاب من أصل لاتيني والآسيويين يميلون إلى التفوق على البيض مع تقدمهم في المدرسة. تبلغ فجوة الإنجاز بين البيض والسود في كل من درجات الرياضيات والقراءة نحو نصف انحراف معياري. بحلول الصف الخامس، يكون لدى الطلاب من أصل لاتيني والبيض نفس درجات الرياضيات والقراءة تقريبًا. بحلول الصف الثامن، تجاوزت درجات الطلاب من أصل لاتيني في ولاية كارولينا الشمالية تلك الخاصة بالبيض المكافئين لهم بحوالي عُشر الانحراف المعياري. يتفوق الطلاب الآسيويون على البيض في اختبارات الرياضيات والقراءة في جميع السنوات باستثناء القراءة في الصف الثالث والرابع. في كل من القراءة في الصف الرابع والرياضيات في الصف الثامن، يزيد احتمال افتقار الطلاب الأمريكيين الأفارقة إلى المهارات الأساسية بنحو مرتين ونصف أقل من الطلاب البيض، وحوالي الثلث فقط من المحتمل أن يكونوا بارعين أو متقدمين.
في دراسة أجريت عام 2006، وجد لوغرفو ونيكولس وريردون (2006) أنه بدءًا من الصف الثامن، يتفوق الطلاب البيض بميزة أولية في إنجاز القراءة على الطلاب السود واللاتينيين ولكن ليس على الطلاب الآسيويين. باستخدام بيانات تمثيلية وطنية من المركز الوطني لإحصاءات التعليم (إن سي إي إس) - وجدت الدراسة الطولية للطفولة المبكرة (إكلس-كي) والدراسة الطولية للتعليم الوطني (نيلس:88)، ولوغرفو ونيكولس وريردون (2006) أن الطلاب السود يسجلون 5.49 نقطة أقل من الطلاب البيض وأن الطلاب من أصل لاتيني يسجلون 4.83 نقطة أقل من الطلاب البيض في اختبارات القراءة. وتتفاقم هذه الاختلافات في الوضع الأولي بسبب الاختلافات في إنجازات القراءة التي تحدث خلال مرحلة المدرسة الثانوية. على وجه التحديد، بين الصفين التاسع والعاشر، ينجز الطلاب البيض أكثر بقليل من الطلاب السود والطلاب من أصل لاتيني، لكنهم ينجزون أقل من الطلاب الآسيويين. بين الصفين العاشر والثاني عشر، ينجز الطلاب البيض بمعدل أسرع قليلًا من الطلاب السود، لكنهم ينجزون بمعدل أبطأ من الطلاب من أصل لاتيني والطلاب الآسيويين.
في الصف الثامن، يتفوق الطلاب البيض أيضًا بميزة أولية على الطلاب السود واللاتينيين في اختبارات الرياضيات. ومع ذلك، فإن الطلاب الآسيويين لديهم ميزة أولية 2.71 نقطة على الطلاب البيض ويجارون الطلاب البيض على امتداد مرحلة المدرسة الثانوية. بين الصفين الثامن والعاشر، ينجز الطلاب السود والطلاب من أصل لاتيني بشكل أبطأ في الرياضيات من الطلاب البيض، بينما يتخلف الطلاب السود عن الركب. يحصل الطلاب الآسيويون على 2.71 نقطة أكثر من الطلاب البيض بين الصفين الثامن والعاشر. استمرت بعض هذه الاختلافات في الإنجازات قائمة إلى وقت لاحق في المدرسة الثانوية. على سبيل المثال، بين الصفين العاشر والثاني عشر، ينجز الطلاب البيض أكثر من الطلاب السود، وينجز الطلاب الآسيويون أكثر من الطلاب البيض. لا توجد اختلافات كبيرة في إنجاز الرياضيات بين الطلاب البيض والطلاب من أصل لاتيني. بحلول نهاية المدرسة الثانوية، تزداد الفجوات بين المجموعات بشكل طفيف. على وجه التحديد، تزداد الميزة الأولية المكونة من 9 نقاط للطلاب البيض على الطلاب السود بحوالي نقطة، كما تزداد الميزة الأولية للطلاب الآسيويين على الطلاب البيض بحوالي نقطة. بشكل أساسي، بحلول نهاية المدرسة الثانوية، يبدأ الطلاب الآسيويون في تعلم مفاهيم الرياضيات ذات المستوى المتوسط، في حين أن الطلاب السود واللاتينيين متأخرون كثيرًا، حيث يتعلمون الكسور والأعداد العشرية، وهي مفاهيم رياضية يتعلمها الطلاب البيض والآسيويون في الصف الثامن. ينهي الطلاب السود وذوو الأصل اللاتيني الصف الثاني عشر متأخرين بنتيجة 11 و7 نقاط عن الطلاب البيض، في حين أن الفرق بين الذكور والإناث في درجات الرياضيات يبلغ حوالي نقطتين فقط.